# لوميفلوكساسين
لوميفلوكساسين (Lomefloxacin) (يباع تحت الأسماء التجارية التالية في البلدان الناطقة باللغة الإنجليزية: Maxaquin، Okacyn Uniquin) الزمرة الدوائية من مضادات الجراثيم.
لوميفلوكساسين هو مضاد حيوي كينولون مع خصائص كيميائية وميكروبيولوجية مماثلة لمعظم العوامل المتوفر تجاريا من هذه الفئة. هناك اختلافات، ولكن، بين اللوميفلوكساسين والكوينولونات الأخرى في النشاط ضد الكائنات الدقيقة المحددة، وهي حالة نموذجية من معظم فئات المضادات الحيوية. والامتصاص عن طريق الفم جيد. مثل معظم الفلوروكينولونات، يمكن أن يكون الميفلوكساسين ذو مخالب مع المعادن الثقيلة.

## الاستعمال الطبي
- اشتداد التهاب القصبان المزمن.
- التهاب المثانة غير المختلط الناتج عن الكبسيلا الرؤوية والمتقلبة الرائعة والعنقوديات الرمية.
- التهاب المثانة غير المختلط عند النساء الناتج عن الإشريكية القولونية.
- إنتانات الطريق البولي المختلطة.[4][5]

## آلية العمل
الكينولون والفلوروكينولونات هي أدوية للجراثيم، والقضاء على البكتيريا عن طريق التداخل مع تكرار الحمض النووي. تثبيط أنزيم الدنا جيراز لمنع تضاعف الحامض النووي الجرثومي. فإذا كان هذا الإنزيمُ لا يعمل، لا يمكن للجَراثيم إعادةَ إصلاح نفسها أو الانقسام والتَّكاثر، وبهذا يكافح الدواءُ العدوى الجُرثوميَّة ويُوقفها. بالتالي يمنع التخليق، وهو فعال ضد تشكيلة واسعة من الكائنات الحية الدقيقة.

## مضادات العلاج
فرط الحساسية تجاه الكوينولونات.

## الآثار الجانبية
- غثيان، قياء، عسر الهضم،إسهال، ألم بطني، صداع.
- دوار، دوخة.
- اضطرابات في النوم.
- طفح، حكة.[4][6][7]

## تحذيرات
- القصور الكبدي.
- القصور الكلوي.
- عوز أنزيم G6PD.
- الأطفال، اليافعون.
- الحمل، الإرضاع.
- وجود سيرة مرضية للصرع أو عوامل مؤهبة لحدوث نوبات.
- تجنب التعرض الشيدي لأشعة الشمس وإيقاف المعالجة لدى ظهور حساسية ضوئية.
- إيقاف المعالجة لدى ظهور ردود فعل نفسية أو عصبية أو فرط حساسية بما فيها الطفح الشديد.
- إيقاف المعالجة لدى ظهور أعرض ألم أو احمرار أو تمزق أوتار.
- يجب تناول كميات كبيرة من السوائل (خطر حدوث البيلة البلورية).
- تجنب قلونة البول.
- مراعاة الحذر لدى قيادة السيارات أو تشغيل الآلات.[4][6]

## التخزين
- يُحفَظ الدَّواءُ في درجة حرارة الغرفة.
- يُحفَظ الدَّواءُ بَعيداً عن الضوء.
- يُحفَظ الدَّواءُ بَعيداً عن الرُّطوبة، ولا يَجري تخزينُه في الحمَّام أو المطبخ.